# Віра Валлє
Віра Валлє (Віра Олександрівна Потєхіна; нар. 1 жовтня 1981, Київ) — українська дослідниця, письменниця, правозахисниця, доктор філософії у галузі економіки (PhD). Автор наукових і науково-публіцистичних статей, есеїв і книг у галузі права, економіки, політології, соціології і філософії.
Центральною темою дослідницького пошуку Віри Валлє є тема свободи, через призму якої письменниця розглядає різноманітні суспільні явища. Свобода як найвища цінність і природне прагнення людини — це основна теза праць Віри Валлє, головним чином присвячених проблемам функціонування демократії й розвитку України.

## Життєпис
Народилась у родині науковців у Києві. Мати — український антрополог, кандидат історичних наук Інна Потєхіна. Батько — американіст, дипломат, доктор історичних наук Олександр Потєхін. Брат — політичний експерт, громадський діяч Дмитро Потєхін.
У 2003 році закінчила магістратуру Київського національного економічного університету ім. Вадима Гетьмана за спеціальністю правознавство. Упродовж 2000—2002 років навчалася у Школі бізнесу ім. Р. Сміта Мерілендського університету (University of Maryland) (США). У 2003—2007 роках — аспірантка Інституту світової економіки і міжнародних відносин НАН України (Київ).

### Правнича діяльність
Магістр права, корпоративний юрист. У 2000—2002 роках стажувалася у Суді США з розгляду федеральних скарг (U.S. Court of Federal Claims) і Торговельно-економічній місії при Посольстві України в США (округ Колумбія, США). Досвід професійної діяльності включає роботу у провідних міжнародних корпораціях (зокрема, Philip Morris International, Kuehne + Nagel, Imperial Tobacco Group), юридичному консалтингу, групі Світового банку і громадському секторі. Здійснювала юридичний супровід великого бізнесу у країнах Південної та Східної Європи, країнах Балтії і Центральній Азії.

### Громадська діяльність
Автор низки проектів законів у сфері господарської діяльності та протидії корупції. Займається нормотворчою, правозахисною та правоосвітньою діяльністю. У 2017 - 2019 рр. брала участь у реформуванні законодавства про фінансування ветеранських організацій України. Упродовж 2017 - 2020 рр. була залучена до ініціативи соціальної адаптації осіб, які відбувають покарання у місцях позбавлення свободи, а також реформування пенітенціарної системи України.

### Книги
Автор книг «Інтелектуальна власність» (2008), «Спадок Джеймса І та королеви Анни: охорона інтелектуальної власності у часі й просторі» (2010), «Парадокси права інтелектуальної власності» (2010), «Competition Law: International Practice and Ukraine» (2012), «Корупція: роздуми після Майдану» (2016), «Жага свободи» (2017), «Корупція. Занепад соціального капіталу» (2018), "Влада і свобода. Реквієм за Нікколо Мак'явеллі" (2019), "Ілюзія ефективності. Як і чому нас пошивають у дурні" (2020), "У пошуках Людини. Homo emoticus" (2021).

##### Інтелектуальна власність
Ранні книги Віри Валлє (2008—2010 рр.) присвячені дослідженню проблем охорони інтелектуальної власності, впливу інтелектуальної власності на економіку і суспільний розвиток. Дослідниця відстоює ідею збалансованого підходу до охорони об'єктів інтелектуальної діяльності як передумови вільного обміну знаннями у суспільстві й чинника соціального, культурного і технічного прогресу людства. Інтерес до права інтелектуальної власності був обумовлений роботою у 2000 - 2003 рр. під час перебування у США над реформуванням законодавства України про охорону авторського права і суміжних прав для приведення його у відповідність до положень Угоди про торговельні аспекти прав інтелектуальної власності (Угода ТРІПС). Дослідженню проблем охорони інтелектуальної власності Валлє присвятила свою дисертацію на здобуття ступеня доктора філософії у галузі економіки (PhD): "Економіко-правові аспекти охорони прав інтелектуальної власності в умовах глобалізації" (2007 р.) У 2008 р. друком вийшов навчальний посібник "Інтелектуальна власність", який нині входить до переліку основної рекомендованої літератури вищих навчальних закладів України з предметів, які вивчають право та економіку інтелектуальної власності.

##### Корупція
Проблема корупції, що стала основною темою дослідження Віри Валлє після Революції Гідності, постає у контексті важливості ролі громадянського суспільства для демократизації і суспільного розвитку у книгах авторки «Корупція: роздуми після Майдану» (2016) і «Корупція. Занепад соціального капіталу» (2018). Інтерес до теми корупції для дослідниці не обмежується суто теоретичним виміром. У 2004-2005 рр., працюючи на посаді Радника з юридичних питань проекту Міжнародної фінансової корпорації (International Finance Corporation, IFC), що входить до складу групи Світового банку, Валлє займалася реформуванням законодавства України для усунення корупційних чинників ведення малого і середнього бізнесу в Україні. У 2017 - 2019 рр. брала участь у громадській ініціативі, спрямованій на протидію корупції у фінансуванні громадських (у тому числі ветеранських) організацій.

##### Свобода
У книзі «Жага свободи» (2017) Віра Валлє пропонує власну відповідь на запит суспільства про свободу як глибинне природне прагнення людини, як умову насиченого інтелектуального, духовного і чуттєвого життя і найвище благо. У притаманному книгам авторки жанрі її думки про свободу (індивідуальну, політичну, економічну) у книзі «Жага свободи» переплітаються й доповнюють одна одну у симбіозі ідей і практик, поглядів, психології, економіці й праві, утворюючи таким чином цілісне, раціонально аргументоване і пристрасне бачення цього явища. Тема свободи розкривається і здобуває нове прочитання у всіх наступних книгах авторки. Книга "Влада і свобода. Реквієм за Нікколо Мак'явеллі" (2019) є поглядом на взаємодію влади і свободи у сучасному світі, де свобода є необхідною умовою життя, а влада - інструментом забезпечення людини гідними умовами реалізації її свободи. У книзі "Ілюзія ефективності. Як і чому нас пошивають у дурні" (2020) Віра Валлє зосереджується на важливості критичного мислення як необхідного атрибуту індивідуальної свободи людини і передумови соціального поступу, а у книзі "У пошуках Людини. Homo emoticus" (2021) авторка звертається до емоцій людини, розглядаючи їх як безцінний ресурс, котрий перетворює беззмістовне життя на життя із сенсом, прожити яке у змозі тільки вільна людина, яка відчуває і мислить - Homo emoticus.

## Критика
Доктор філософських наук Ігор Кудря у журналі "Віче" високо оцінив вклад монографії Віри Валлє "Корупція: роздуми після Майдану" у розширення і збагачення уявлення про витоки корупції як явища та його соціокультурні виміри, а також значення книги для наділення суспільства знаннями, "що стануть у пригоді для вибору інструментарію та адекватних заходів для подолання корупції" [Архівовано 26 квітня 2018 у Wayback Machine.].
Філософ і письменниця Юлія Ємець-Доброносова у рецензії на книгу "Корупція: роздуми після Майдану", опублікованій у часописі "Критика" зазначає: "Валлє пропонує власний перелік необхідних Україні реформ... Вона формулює простий висновок про необхідність громадського контролю та вміння громадянського суспільства стримувати політичну владу, адже кожен член суспільства впливає на формування соціяльного капіталу. За словами Валлє, цей капітал може трансформуватися в конструктивну або деструктивну енергію соціуму".
Соціолог Володимир Шелухін у рецензії на книжку «Корупція. Занепад соціального капіталу» в журналі «Критика» критикував її за методологічний хаос та моралізаторство. На його думку, книжка демонструє невміння застосовувати чужі теорії для аналізу власного суспільства. Попри цікавий виклад чужих ідей, «щойно авторка намагається спиратися на них для самостійного аналізу, отримуємо інструмент поширення паніки у суспільстві». Щоправда, у чому саме проявляє себе "невміння застосовувати чужі теорії для аналізу власного суспільства" Шелухін не пояснює. Так само, як і не уточнює, що мається на увазі під "інструментом поширення паніки у суспільстві".
З приводу книги Віри Валлє  "Корупція. Занепад соціального капіталу" під час презентації видання в Українському домі 1 вересня 2018 р. письменник і політичний діяч Володимир Яворівський сказав: "У своєму дослідженні феномену корупції основним знаряддям Віри Валлє є не слово, а хірургічний скальпель, яким авторка філігранно й точно препарує це ганебне явище, яке нівечить і знищує Україну".